# Modul8
Modul8 Music ist ein Independent-Plattenlabel aus Aachen.
Das Label wurde 1998 unter dem Motto „Sublimierung zeitgenössischer Tanzmusik“ gegründet. Der Schwerpunkt liegt auf der Veröffentlichung elektronischer Musik verschiedener Spielarten.
Im Jahr 2005 erschien mit dem Titel Alles ausser house die erste Kompilation. Drei Jahre später entstand in Kooperation mit der Literaturzeitschrift SIC ein umfangreicheres Klangerzeugungsprojekt mit Beiträgen von Apparat, Tarwater, Alphawezen und anderen.

## Verlegte Künstler (Auswahl)
- Alphawezen
- Elektro Willi und Sohn
- Mittekill